# Мизерабилизм
Мизерабили́зм (от фр. miserable — несчастный; англ. miserabiliste, фр. misérabilisme, пол. mizerabilizm) — направление изобразительного искусства, зародившееся во Франции в конце 1940-х годов. В рамках данного направления на первое место выносятся принципы фигуративности, сюжетно-драматическое начало в живописи и графике, с подчёркиванием трагической обречённости, «покинутости» человека в мире. Творчество мизерабилистов явилось своего рода изобразительной параллелью к философии экзистенциализма.
Основателем этого жанра изобразительного искусства считается французский художник Франсис Грюбер (фр. Francis Gruber). Вторым после него — Бернар Бюффе, творчество которого критики нередко приписывали именно к этому жанру. Для живописи мизерабилизма типичен мотив одинокой фигуры в интерьере. Люди изображаются истощёнными, удручённо поникшими, освещёнными холодным сумеречным светом и затерявшимися в пустом пространстве. Настроения неудовлетворённости и разочарования, выраженные в аскетичной живописи мизерабилистов, были весьма популярны в послевоенной Франции.

## Известные мизерабилисты
- Основоположником мизерабилизма считается Франсис Грюбер (фр. Francis Gruber)[4];
- Бернар Бюффе[5][6];
- Жан Карзу;
- Альберто Джакометти;
- Фёдор Михайлович Морозов;